# 韦恩堡 (图林根州)
韦恩堡（德語：Wernburg）是德国图林根州的一个市镇。总面积6.84平方公里，总人口679人，其中男性347人，女性332人（2011年12月31日），人口密度99人/平方公里。